# Пшецлав (Слупецький повіт)
Пшецлав (пол. Przecław) — село в Польщі, у гміні Островіте Слупецького повіту Великопольського воєводства.
Населення — 132 особи (2011).
У 1975—1998 роках село належало до Конінського воєводства.

## Демографія
Демографічна структура станом на 31 березня 2011 року:
|          | Загалом | Допрацездатний вік | Працездатний вік | Постпрацездатний вік |
| -------- | ------- | ------------------ | ---------------- | -------------------- |
| Чоловіки | 62      | 18                 | 39               | 5                    |
| Жінки    | 70      | 18                 | 43               | 9                    |
| Разом    | 132     | 36                 | 82               | 14                   |